# José Afonso Sancho
José Afonso Sancho ComMM (Massapê, 27 de abril de 1922 — Fortaleza, 7 de junho de 2005) foi um político e empresário brasileiro filiado ao Partido da Frente Liberal (PFL). Pelo Ceará, foi senador.

## Biografia
Era filho de Francisco Rodrigues Sancho e Isabel Rodrigues Sancho. Começou a trabalhar aos oito anos, na fazenda do pai, em Massapê, onde nasceu. Mudou-se para Fortaleza sete anos para trabalhar em uma  loja de louças de um tio. Em 1944, montou uma loja para vender couro curtido. Em 1946, inaugurou a Casa Sancho, de ferragens. Já era líder empresarial quando foi eleito presidente de uma cooperativa de capital, em 1950. Um ano depois, o capital da cooperativa superava o do Banco de Crédito Comercial, o maior do Ceará.
Insatisfeito com o espaço que os jornais do Estado davam aos empresários, fundou a Tribuna do Ceará, “o jornal das classes produtivas”. Em 1971, a experiência no setor financeiro rendeu-lhe o convite do arcebispo de Fortaleza, dom José Delgado, para salvar o Banco Popular, de propriedade daquela arquidiocese. Em 1974, em sociedade com o empresário Edson Queiroz, sogro de Tasso Jereissati, comprou o banco. Queiroz vendeu sua parte, pois dizia-se sem vocação para banqueiro, sendo que voltariam a ser sócios quando Sancho lhe vendeu metade da Tribuna para comprar a primeira impressora offset do Estado. Queiroz desfez a sociedade em 1981, diante da insistência de Sancho em manter sob seu controle o conteúdo da Tribuna, e meses depois fundou o Diário do Nordeste, hoje o maior jornal cearense. Foram amigos até a morte de Queiroz, em 1982.
Sancho preservava tanto as amizades que se licenciou do Senado por quatro meses para que a segunda suplente do coronel Virgílio Távora, Alacoque Bezerra, assumisse o cargo. Deu prova de gratidão ao irmão de Alacoque, o ex-governador Adauto Bezerra, que o indicou para a suplência de Távora. “Fui criticado por essa atitude, mas pensei na biografia de Alacoque”, admite.
No exercício do mandato foi defensor dos interesses dos banqueiros - após assumir sua cadeira no Senado, deu entrevistas onde acusando a Constituinte de 198 de "...estar sendo dominada pela esquerda". Entre seus posicionamentos naquela casa legislativa, cotou contra a limitação dos encargos da dívida externa, a criação de um fundo de apoio à reforma agrária e a desapropriação da propriedade produtiva. Também defendeu anistia aos micro e pequenos empresários e da legalização do jogo do bicho. Por não concordar com a presença do estado no mercado, voltou sua atenção especialmente para a estruturação do sistema financeiro nacional e para as propostas que visavam à fiscalização das instituições financeiras,
Em agosto de 1990, como senador, Sancho foi admitido pelo presidente Fernando Collor à Ordem do Mérito Militar no grau de Comendador especial.
Foi casado com Elen Braga Sancho, com quem teve oito filhos. Consta que nunca foi um homem festeiro e limitava-se às solenidades das associações classistas de que era membro - ainda assim, costumava deixar os salões antes de o jantar ser servido.